# Terrorszervezetek listája
Terrorszervezetként nyilvántartott szervezetek listája.
| Szervezetek | Szervezetek                                                                  | Ausztrália | Kanada | EU    | UK    | USA | India | Oroszország |
| --- | ---------------------------------------------------------------------------- | ---------- | ------ | ----- | ----- | --- | ----- | ----------- |
| | Abu Nidal Szervezet                                                          |            |        |       |       |     |       |             |
| | Abu Szajaf Csoport                                                           |            |        |       |       |     |       |             |
| | Achik Nemzeti Önkéntes Tanács                                                |            |        |       |       |     |       |             |
| | Akhil Bharat Nepali Ekta Samaj                                               |            |        |       |       |     |       |             |
| | Al-Aqsa e.V.                                                                 |            |        |       |       |     |       |             |
| | Az Al-Aksza Mártírjainak Brigádja                                            |            |        |       |       |     |       |             |
| | Al-Badr                                                                      |            |        |       |       |     |       |             |
| | Al Ghurabaa                                                                  |            |        |       |       |     |       |             |
| | al-Haramain Alapítvány                                                       |            |        |       |       |     |       |             |
| | Al Ittihad Al Islamia                                                        |            |        |       |       |     |       |             |
| | al-Káida                                                                     |            |        |       |       |     |       |             |
| | al-Kaida Irakban                                                             |            |        |       |       |     |       |             |
| | al-Qaeda Szervezet az Iszlám Maghreb                                         |            |        |       |       |     |       |             |
| | Al-Umar-Mujahideen                                                           |            |        |       |       |     |       |             |
| | All Tripura Tiger Force                                                      |            |        |       |       |     |       |             |
| | Ansar al-Islam                                                               |            |        |       |       |     |       |             |
| | Ansar us-Sunna                                                               |            |        |       |       |     |       |             |
| | Armed Islamic Group                                                          |            |        |       |       |     |       |             |
| | Asbat al-Ansar                                                               |            |        |       |       |     |       |             |
| | Aum Sinrikjó                                                                 |            |        |       |       |     |       |             |
| | Babbar Khalsa                                                                |            |        |       |       |     |       |             |
| | Babbar Khalsa International                                                  |            |        |       |       |     |       |             |
| | Baluchistan Liberation Army                                                  |            |        |       |       |     |       |             |
| | Communist Party of India (Maoist)                                            |            |        |       |       |     |       |             |
| | Communist Party of the Philippines/ New People's Army                        |            |        |       |       |     |       |             |
| | Continuity Irish Republican Army                                             |            |        |       |       |     |       |             |
| | Cumann na mBan                                                               |            |        |       |       |     |       |             |
| | Deendar Anjuman                                                              |            |        |       |       |     |       |             |
| | Dukhtaran-E-Millat                                                           |            |        |       |       |     |       |             |
| | Egyptian Islamic Jihad                                                       |            |        |       |       |     |       |             |
| | Euskadi ta Askatasuna (ETA)                                                  |            |        |       |       |     |       |             |
| | Fatah al-Iszlám                                                              |            |        |       |       |     |       |             |
| | Fianna na hEireann                                                           |            |        |       |       |     |       |             |
| | Gama'a al-Islamiyya                                                          |            |        |       |       |     |       |             |
| | GRAPO                                                                        |            |        |       |       |     |       |             |
| | Great Eastern Islamic Raiders' Front                                         |            |        |       |       |     |       |             |
| | Hamász                                                                       | [ 1 ]      |        |       | [ 2 ] |     |       |             |
| | Harakat-ul-Jihad-ul-Islami                                                   |            |        |       |       |     |       |             |
| | Harakat-ul-Jihad-ul-Islami (Bangladesh)                                      |            |        |       |       |     |       |             |
| | Harakat ul-Mujahidin                                                         |            |        |       |       |     |       |             |
| | Harakat-Ul-Mujahideen/Alami                                                  |            |        |       |       |     |       |             |
| | Hezb-e Islami Gulbuddin                                                      |            |        |       |       |     |       |             |
| | Hezbollah                                                                    | [ 3 ]      |        |       | [ 4 ] |     |       |             |
| | Hizb ut-Tahrir                                                               |            |        |       |       |     |       |             |
| | Hizbul Mujahideen                                                            |            |        |       |       |     |       |             |
| | Holy Land Foundation for Relief and Development                              |            |        |       |       |     |       |             |
| | Hynniewtrep National Liberation Council                                      |            |        |       |       |     |       |             |
| | Informal Anarchist Federation (Informális Anarchista Szövetség)              |            |        |       |       |     |       |             |
| | International Sikh Youth Federation                                          |            |        |       |       |     |       |             |
| | Islamic Army of Aden                                                         |            |        |       |       |     |       |             |
| | Islamic Jihad — Jamaat of the Mujahideen                                     |            |        |       |       |     |       |             |
| | Islamic Jihad Union                                                          |            |        |       |       |     |       |             |
| | Islamic Movement of Uzbekistan                                               |            |        |       |       |     |       |             |
| | Iszlamista Dzsihád Mozgalom Palesztinában                                    |            |        |       |       |     |       |             |
| | Irish National Liberation Army                                               |            |        |       |       |     |       |             |
| | Irish People's Liberation Organisation                                       |            |        |       |       |     |       |             |
| | Ír Köztársasági Hadsereg                                                     |            |        |       |       |     |       |             |
| | Islamic Jihad Movement in Palestine                                          |            |        |       |       |     |       |             |
| | Islamic Movement of Uzbekistan                                               |            |        |       |       |     |       |             |
| | Jaish-e-Mohammed                                                             |            |        |       |       |     |       |             |
| | Jamaat ul-Furquan                                                            |            |        |       |       |     |       |             |
| | Jamaat-ul-Mujahideen Bangladesh                                              |            |        |       |       |     |       |             |
| | Jamiat ul-Ansar                                                              |            |        |       |       |     |       |             |
| | Dzsamijat-e Eszlámi-je                                                       |            |        |       |       |     |       |             |
| | Jammu and Kashmir Islamic Front                                              |            |        |       |       |     |       |             |
| | Jemaah Islamiya                                                              |            |        |       |       |     |       |             |
| | Jund Ash Sham                                                                |            |        |       |       |     |       |             |
| | Kach/Kahane Chai                                                             |            |        |       |       |     |       |             |
| | Kanglei Yaol Kanba Lup                                                       |            |        |       |       |     |       |             |
| | Kangleipak Communist Party                                                   |            |        |       |       |     |       |             |
| | Khalistan Commando Force                                                     |            |        |       |       |     |       |             |
| | Khuddam ul-Islam                                                             |            |        |       |       |     |       |             |
| | Kurdistan Freedom Falcons                                                    |            |        |       |       |     |       |             |
| | Kurd Munkáspárt                                                              |            |        |       |       |     |       |             |
| | Lashkar-e-Toiba                                                              |            |        |       |       |     |       |             |
| | Lashkar-e-Jhangvi                                                            |            |        |       |       |     |       |             |
| | Tamil Ílam Felszabadító Tigrisei                                             | [ 6 ]      |        | [ 7 ] |       |     |       |             |
| | Libyan Islamic Fighting Group                                                |            |        |       |       |     |       |             |
| | Loyalist Volunteer Force                                                     |            |        |       |       |     |       |             |
| | Manipur People's Liberation Front                                            |            |        |       |       |     |       |             |
| | Moroccan Islamic Combatant Group                                             |            |        |       |       |     |       |             |
| | Mujahedin-e Khalq                                                            |            |        | [ 8 ] |       |     |       |             |
| | Muslim Brotherhood                                                           |            |        |       |       |     |       |             |
| | National Democratic Front of Bodoland                                        |            |        |       |       |     |       |             |
| | National Liberation Army                                                     |            |        |       |       |     |       |             |
| | National Liberation Front of Tripura                                         |            |        |       |       |     |       |             |
| | Nuclei Armati per il Comunismo                                               |            |        |       |       |     |       |             |
| | Nuclei di Iniziativa Proletaria                                              |            |        |       |       |     |       |             |
| | Nuclei Territoriali Antimperialisti                                          |            |        |       |       |     |       |             |
| | Nucleo di Iniziativa Proletaria Rivoluzionaria                               |            |        |       |       |     |       |             |
| | Orange Volunteers                                                            |            |        |       |       |     |       |             |
| | Palesztin Felszabadítási Front                                               |            |        |       |       |     |       |             |
| | Palestinian Islamic Jihad                                                    |            |        |       |       |     |       |             |
| | People's Congress of Ichkeria and Dagestan                                   |            |        |       |       |     |       | [ 9 ]       |
| | People's Liberation Army                                                     |            |        |       |       |     |       |             |
| | People's Revolutionary Party of Kangleipak                                   |            |        |       |       |     |       |             |
| | Popular Front for the Liberation of Palestine                                |            |        |       |       |     |       |             |
| | Popular Front for the Liberation of Palestine- General Command               |            |        |       |       |     |       |             |
| | Valódi IRA                                                                   |            |        |       |       |     |       |             |
| | Red Brigades for the construction of the Combative Communist Party           |            |        |       |       |     |       |             |
| | Red Hand Commando                                                            |            |        |       |       |     |       |             |
| | Red Hand Defenders                                                           |            |        |       |       |     |       |             |
| | Revolutionary Armed Forces of Colombia                                       |            |        |       |       |     |       |             |
| | Revolutionary Nuclei                                                         |            |        |       |       |     |       |             |
| | Revolutionary Organization 17 November                                       |            |        |       |       |     |       |             |
| | Revolutionary People's Front                                                 |            |        |       |       |     |       |             |
| | Revolutionary People's Liberation Party/Front                                |            |        |       |       |     |       |             |
| | Revolutionary Struggle                                                       |            |        |       |       |     |       |             |
| | Saor Éire                                                                    |            |        |       |       |     |       |             |
| | Saviour Sect                                                                 |            |        |       |       |     |       |             |
| | Fényes Ösvény                                                                |            |        |       |       |     |       |             |
| | Sipah-e-Sahaba Pakistan                                                      |            |        |       |       |     |       |             |
| | Social Reform Society                                                        |            |        |       |       |     |       |             |
| | Society of the Revival of Islamic Heritage                                   |            |        |       |       |     |       |             |
| | Stichting Al Aqsa                                                            |            |        |       |       |     |       |             |
| | Students Islamic Movement of India                                           |            |        |       |       |     |       |             |
| | Supreme Military Majlis ul-Shura of the United Mujahideen Forces of Caucasus |            |        |       |       |     |       | [ 9 ]       |
| | Takfir wal-Hijra                                                             |            |        |       |       |     |       |             |
| | Tálibok                                                                      |            |        |       |       |     |       |             |
| | Tehreek-e-Nafaz-e-Shariat-e-Mohammadi                                        |            |        |       |       |     |       |             |
| | Tamil Nadu Liberation Army                                                   |            |        |       |       |     |       |             |
| | Tamil National Retrieval Troops                                              |            |        |       |       |     |       |             |
| | Ulster Defence Association                                                   |            |        |       |       |     |       |             |
| | Ulster Freedom Fighters                                                      |            |        |       |       |     |       |             |
| | Ulster Volunteer Force                                                       |            |        |       |       |     |       |             |
| | United Liberation Front of Asom                                              |            |        |       |       |     |       |             |
| | United National Liberation Front                                             |            |        |       |       |     |       |             |
| | United Self-Defense Forces of Colombia                                       |            |        |       |       |     |       |             |
| | Vanguards of Conquest                                                        |            |        |       |       |     |       |             |
| | World Tamil Movement                                                         |            |        |       |       |     |       |             |
| Táblázat forrásai: - Ausztrál kormány: Listing of Terrorist Organisations. [2014. február 4-i dátummal az eredetiből archiválva]. (Hozzáférés: 2006. július 3.) - Public Safety and Emergency Preparedness Canada: Entities list. [2006. november 19-i dátummal az eredetiből archiválva]. (Hozzáférés: 2006. július 3.) - Európai Unió: A Tanács 2001/931/KKBP közös álláspontja (2001. december 27.) a terrorizmus leküzdésére vonatkozó különös intézkedések alkalmazásáról. A mellékletet rendszeresen frissítik, 2014 első felében a 2014/72/KKBP tanácsi határozat tartalmazta a hatályos terroristaszervezet-listát. - Az Egyesült Királyság Belügyminisztériuma: Proscribed terrorist groups. [2006. június 30-i dátummal az eredetiből archiválva]. (Hozzáférés: 2006. július 3.) - Az Egyesült Államok Külügyminisztériuma: Foreign Terrorist Organizations (FTOs). [2005. március 24-i dátummal az eredetiből archiválva]. (Hozzáférés: 2006. július 3.) - Az indiai belügyminisztérium: Banned Organisations. [2013. április 25-i dátummal az eredetiből archiválva]. (Hozzáférés: 2008. szeptember 27.) - Единый федеральный список организаций, признанных террористическими Верховным Судом Российской Федерации. Federal Security Service. [2012. október 12-i dátummal az eredetiből archiválva]. (Hozzáférés: 2009. március 22.) |                                                                              |            |        |       |       |     |       |             |

## Fordítás
- Ez a szócikk részben vagy egészben  a   List of designated terrorist organizations című angol Wikipédia-szócikk fordításán alapul.  Az eredeti cikk szerkesztőit annak laptörténete sorolja fel. Ez a jelzés csupán a megfogalmazás eredetét és a szerzői jogokat jelzi, nem szolgál a cikkben szereplő információk forrásmegjelöléseként.